# Cis hanseni
Cis hanseni is een keversoort uit de familie houtzwamkevers (Ciidae). De wetenschappelijke naam van de soort werd in 1965 gepubliceerd door Embrik Strand.